# فرودگاه نوشهر

فرودگاه نوشهر فرودگاهی در ایران و قدیمی‌ترین فرودگاه شمال این کشور است که در شمال غرب شهر نوشهر قرار دارد و فاصله آن تا بندر نوشهر نزدیک ۴ کیلومتر می‌باشد.
فرودگاه نوشهر در سال ۱۳۳۲ نخست به شکل یک باند خاکی شروع به کار کرد. در سال‌های پسین با گسترش و برنامه‌های ساختمانی به مرور تکمیل شده و در سال ۱۳۶۲ ترمینال تازه‌ای در آن گشایش یافت. مساحت این فرودگاه حدود ۸۵ هکتار است و با باندی به طول دو هزار و ۱۵۰ متر قابلیت پذیرش هواپیماهای متوسط پیکر مانند بوئینگ ۷۳۷ و ایرباس ۳۲۰ در شرایط معمول و پهن پیکر را در شرایط خاص داراست. با توجه به فضای موجود شرایط برای افزایش طول باند این فرودگاه مهیا می‌باشد. فرودگاه نوشهر به دلیل حضور متناوب رهبری ایران و مقامات لشگری و کشوری بلند پایه، دارای ابنیه و امکانات خاص تشریفاتی بوده و به همین دلیل فعالیت آن دارای اهمیت بالایی می‌باشد. همچنین این فرودگاه به عنوان پایگاه شکاری ذخیره نیروی هوایی ارتش جمهوری اسلامی ایران محسوب میشود.
در سال ۲۰۱۶ میلادی ۴۷۰ نشست و برخاست هواپیما در این فرودگاه انجام شد و ۳۳٬۸۶۸ نفر مسافر و ۳۳۵٬۲۳۷ کیلوگرم بار از طریق آن جابجا شدند.
اخیرا خط پروازی فرودگاه نوشهر به فرودگاه شهيد هاشمی نژاد مشهد با ناوگان بوئینگ ۷۳۷ شرکت هواپیمایی کاسپین توسط بخش خصوصی برقرار شده است و در حال حاضر تنها پرواز مسافری این فرودگاه میباشد،البته بخش خصوصی در حال بررسی برای ایجاد مسیرهای چارتری جدید به نقاط مختلف کشور میباشد.ضمن اینکه با همت بخش خصوصی شرکت هواپیمایی کاسپین برای اولین بار وارد فرودگاه نوشهر شد که به مراتب پروازهای بهتری از شرکت هواپیمایی آسمان که قبلا در این فرودگاه فعال بود ارائه میدهد.

## شرکت‌های هواپیمایی و مقصدهای پروازی
| شرکت‌های هواپیمایی   | مقصدهای پروازی                          |
| ------------------- | --------------------------------------- |
| هواپیمایی آسمان     | فرودگاه بین‌المللی شهید هاشمی‌نژاد مشهد   |
| هواپیمایی ایران ایر | فرودگاه بین المللی مهرآباد              |
| هواپیمایی کیش       | فرودگاه بین المللی کیش                  |
| قشم ایر             | فرودگاه بین المللی شیراز، فرودگاه سنندج |
| هواپیمایی کاسپین    | فرودگاه بین‌المللی شهید هاشمی‌نژاد مشهد   |